# Rocky i Łoś Superktoś
Rocky i Łoś Superktoś (ang. The Adventures of Rocky and Bullwinkle, 2000) – niemiecko-amerykański film fabularno-animowany wyprodukowany przez Universal Pictures.

## Opis fabuły
Piękna Karen Sympathy, agentka FBI sprowadza do rzeczywistości latającą wiewiórkę Rocky i nierozgarniętego łosia Superktosia, aby pomogli jej w udaremnieniu planów złego Nieustraszonego Przywódcy – magnata telewizyjnego.

## Obsada
- June Foray – Rocky
- Keith Scott – Łoś Superktoś
- Rene Russo – Natasha Fatale
- Robert De Niro – Przywódca
- Whoopi Goldberg – Sędzia
- Jason Alexander – Boris Badenov
- John Goodman – Policjant Oklahoma
- James Rebhorn – Prezydent Signoff
- Piper Perabo – Karen Sympathy
- Kenan Thompson – Lewis
- Kel Mitchell – Martin
- Carl Reiner – P.G. Biggershot
- Janeane Garofalo – Minnie Mogul
- Randy Quaid – Cappy
- Doug Jones – Agent FBI

## Dubbing
Opracowanie: TELEWIZJA POLSKA

Reżyseria: Andrzej Bogusz

Tłumaczenie i dialogi: Katarzyna Dziedziczak

Teksty piosenek: Krzysztof Rześniowiecki

Dźwięk i montaż: Urszula Bylica

Kierownik produkcji: Anna Jaroch

Wystąpili:
- Piotr Fronczewski – Narrator
- Marcin Przybylski – Łoś Superktoś
- Agnieszka Kunikowska – Karen Milusia
- Tomasz Bednarek – Rocky
- Joanna Trzepiecińska – Natasza Fatale
- Wojciech Pszoniak – Boris Badenov
- Henryk Talar – Nieustraszony Wódz
- Olgierd Łukaszewicz – Prezydent Signoff
- Grażyna Marzec – Sędzia
- Zygmunt Sierakowski
- Mieczysław Franaszek
- Grzegorz Wons – Lewis
- Krzysztof Strużycki – Martin
- Przemysław Stippa
- Marcin Hycnar – Strażnik Ole
- Janusz Wituch
- Dariusz Błażejewski

i inni
Lektor: Andrzej Bogusz